# Čab
Čab je obec na Slovensku v okrese Nitra. V obci žije asi 774 obyvatel. Rozloha obce je 815 ha.

## Místní části
Obec se skládá z následujících místních částí:
- Čab
- Lahne

## Dějiny
První písemná zmínka o obci pochází z roku 1326.

## Poloha a přírodní podmínky
Obec se nachází v okrese Nitra. Leží severozápadně od Nitry, v údolí potoka Radošinka. Geomorfologicky je součástí Podunajské nížiny, konkrétně jejího celku Podunajská pahorkatina a části Nitranská pahorkatina.

## Památky
V obci se nachází několik kulturních památek. Jsou to morový sloup z roku 1773, kaple z roku 1889 a zvonice z roku 1932. V místní části Lahne se nachází zemanská kúria z konce 19. století. Současná obec vznikla oddělením od obce Nové Sady.